# Test de O'Sullivan
Pour les articles homonymes, voir O'Sullivan.
Le test de O'Sullivan est un test de tolérance glucidique. Il est destiné à mettre à l'épreuve les mécanismes de régulation du glucose sanguin maternel. Le test s'effectue, en cours de grossesse, entre 24 et 28 semaines d'aménorrhée (soit 22 et 26 semaines de grossesse). 
Le praticien fait ingérer 75 grammes de glucose et dose la glycémie une heure après. Il est souhaitable que la patiente observe le repos lors de ce délai. Il n'est pas nécessaire d'être à jeun avant l'ingestion du sucre. La glycémie, après charge, ne doit pas excéder 1,40 g/l ou 1,30 g/l (selon la sensibilité désirée) selon le Collège des Gynécologues Obstétriciens. Près de 5 % des femmes enceintes sont hors des limites retenues.
Si le test est positif, il faut réaliser une hyperglycémie provoquée per os avec 100 grammes de glucose. Parmi les femmes avec un test positif, 80 % auront une hyperglycémie provoquée per os normale alors que 20 % des femmes auront soit un diabète gestationnel soit une intolérance au glucose.
Enfin si la glycémie est supérieure à 2 grammes par litre, il est inutile de faire une hyperglycémie provoquée per os, on peut parler directement de diabète gestationnel.